# کاستاوینول سی۳
کاستاوینول سی۳ (به انگلیسی: Castavinol C3) با فرمول شیمیایی C۲۶H۳۰O۱۴ یک ترکیب شیمیایی است. که جرم مولی آن ۵۶۶٫۵۰ g/mol می‌باشد. 